# プリンストンの戦い
プリンストンの戦い（プリンストンのたたかい、英: Battle of Princeton ）は、アメリカ独立戦争中の1777年1月3日に、ニュージャージーのプリンストン近くで、大陸軍とグレートブリテン王国（イギリス）との間に行われた戦闘である。トレントンの戦いでの勝利に続いて、アッサンピンク・クリーク、プリンストンとわずか10日の間の3度の勝利は、意気消沈していた大陸軍の息を吹き返させた。
1777年1月2日、大陸軍の総司令官ジョージ・ワシントンはトレントンのアッサンピンク・クリークの戦いでイギリス軍を撃退した。その夜、ワシントンは陣地を引き払って、チャールズ・コーンウォリス将軍が指揮するイギリス軍を回りこみ、プリンストンを守備するイギリス部隊の攻撃に向かった。大陸軍のヒュー・マーサー准将の部隊がイギリス軍チャールズ・モーフード中佐の指揮する2個連隊と衝突した。マーサーとその部隊が圧倒されたので、ワシントンはジョン・キャドワラダー将軍指揮する民兵隊を救援に派遣した。この民兵隊はマーサー部隊が逃亡するのを見て、自分達も逃げ始めた。ワシントンは援軍と共に馬で乗りつけ、逃げる民兵達を鼓舞した。ワシントンは続いてモーフード隊に対する攻撃を率い、敵を駆逐した。モーフードが撤退命令を出し、兵士の大半はトレントンにいるコーンウォリス隊の方向に逃げ出した。
プリンストンの町では、ジョン・サリバン将軍がナッソー・ホールに逃げ込んでいたイギリス兵を降伏させ、戦闘が終わった。この戦闘後、ワシントンはその部隊をニュージャージーのモリスタウンに移動させた。イギリス軍は10日間の間に3度の敗北を喫し、ニュージャージー南部を放棄した。大陸軍は兵士の士気が上がり、より多くの者が大陸軍に入隊するようになった。この戦闘は冬季に行われたワシントンのニュージャージー方面作戦では最後の主要戦闘になった。
戦場跡は現在プリンストン戦場州立公園になっている。

## 背景

### トレントンでの勝利
1776年11月16日にニューヨークの最後の砦が陥落し、ジョージ・ワシントンの率いる大陸軍は、ニュージャージーからデラウェア川を越えてペンシルベニアまで撤退していた。大陸軍と大陸会議の間で悲観的な気分が蔓延する中で、ワシントンは起死回生の策を立てた。12月25日、ワシントンは夜陰と嵐に紛れて2,400名の兵士を率いてデラウェア川を渡った。9マイル (14 km) の行軍後に、ニュージャージーのトレントンに駐屯していたイギリス軍のドイツ人傭兵部隊を急襲し、100名以上を戦死または負傷させ、900名以上を捕虜にした。大陸軍の間にまだやれるという気持ちが生まれたことで、この勝利の意味は大きかった。ワシントンはイギリス軍の反攻を恐れて、一旦デラウェア川を再度渡り、ペンシルベニアに撤退した。12月29日、ワシントンは再度部隊を率いてデラウェア川を渡り、トレントンで守備陣地を構築した。12月31日、ワシントンは大晦日で徴兵期限の切れる兵士達に10ドルの追加報奨金であと6週間軍隊に留まるよう訴えた。この訴えが功を奏し、大半の兵士は留まることに合意した。この日にはまた、大陸会議が独裁的とも言われることの多い幅広い権限をワシントンに6ヶ月間与える決議を行ったことをワシントンは知った。

### アッサンピンク・クリークでの勝利
イギリス軍のニュージャージー方面軍を指揮していたチャールズ・コーンウォリス将軍は、ニューヨーク市を発って、ワシントン軍に対抗するためにニュージャージーのプリンストンに9,000名以上の部隊を集結させた。コーンウォリスはプリンストンにチャールズ・モーフード中佐の指揮で1,200名のイギリス軍兵士を残し、ワシントン軍6,000名に対抗するために8,000名を率いて1月2日に進発した。ワシントンは接近するイギリス軍の歩みを遅らせるために散兵を派遣した。イギリス軍がトレントンに到着したのはほぼ日が暮れたときだった。コーンウォリス部隊はアメリカ大陸軍が守るアッサンピンク・クリークに架かる橋を3度渡ろうとして失敗し、翌日まで攻撃を延期することにした。

### 脱出
その夜、ワシントン軍は作戦会議を招集し、士官達にそこに踏みとどまって戦うか、どこかで川を渡るか、あるいは敵の背後を取ってプリンストンを攻撃するかを問うた。ワシントンは既にそのアイディアを思いついていたが、アーサー・セントクレアとジョン・キャドワラダーから、プリンストン攻撃という作戦が実際に実行可能であるという意見が出た。士官達に諮った後で、プリンストン攻撃が最善の選択肢であることで合意した。
ワシントンは余分な荷物はバーリントンに持って行かせ、そこでペンシルベニアに送られるよう命じた。地面は凍っており、大砲の荷車を地面にめり込まさないで動かすことを可能にしていた。夜半までに作戦は完成し、荷物はバーリントンに送られ、大砲は厚い布でくるまれて音を立てないようにし、大陸軍の移動をイギリス軍が気付かないように図られた。ワシントンは500名を2門の大砲と共に偵察に残し、篝火を焚いておいて、ピッケルやショベルを使わせてイギリス軍には穴を掘っていると思わせるようにした。この残留部隊は夜明け前に本隊に合流した 。
午前2時までに全軍が行動を開始し、兵士達は絶対的に沈黙を保って行軍するよう命令された。道中で包囲されているという噂が広まり、怯えた民兵の中にはフィラデルフィアに向かって逃亡する者もいた。途中の道は深い森を抜け、凍っていたために馬が滑り、兵士達が池に張った氷を割ることもあったので行軍は難渋を極めた。

### 攻撃の作戦
夜明けが近付いて、大陸軍はストーニー・ブルックと呼ばれる水路に接近した。ストーニー・ブルックを過ぎてさらに1マイル (1.6 km) 進んだ道路は、トレントンからプリンストンまでの郵便道路との交差点まで続いていた。しかしこの道路の右手にはトマス・クラークの農場を横切る使用されていない道路があった。この道路は郵便道路からは見えなかった。さらにイギリス軍が守っていないままにしていたので何処からでもプリンストンの町に入ることができる開かれた土地を走っていた。
しかし、ワシントンは夜明け前にイギリス軍の前哨基地を攻撃して占領し、その後直ぐに守備隊を捕獲する作戦だったので、その予定より遅れていた。夜明けが訪れた時までに、まだプリンストンまでは2マイル (3 km) を残していた。ワシントンは、コーンウォリスがワシントン軍の逃亡を見つけて追跡させた場合にその動きを遅らせるために、ヒュー・マーサーに350名の兵士を付けてストーニー・クリークに架かる橋を破壊させた。午前8時になる少し前、ワシントンはその他の兵士を右旋回させて未使用の道路に入らせた。その最初の隊列はアーサー・セントクレアとアイザック・シャーマンの旅団からなるジョン・サリバンの師団だった。これに続くのがジョン・キャドワラダーとダニエル・ヒッチコックの旅団だった。

### モーフードの反応
コーンウォリスはモーフードに朝になれば第17および第55連隊を連れてきて自分の軍隊に合流するよう命令を送った。モーフードはこの命令を果たすためにプリンストンを出て、ストーニー・ブルック南の丘に登ったときに、大陸軍主力を発見した。そこは樹木の多い丘だったので大陸軍の勢力を見極めることができないままに、プリンストンに残してきた第40連隊に警告するために騎兵を派遣した。続いて第17および第55連隊には回れ右をさせてプリンストンに向かわせた。この日、モーフードはワシントン軍が接近してきた地域を偵察する偵察隊を取りやめさせていた。
マーサーはモーフードがその部隊に橋を超えさせプリンストンに戻らせているという伝言を受けた。マーサーはワシントンの命令に従って、イギリス隊がワシントンの主力と対峙できる前にその部隊を叩くために自隊を右手に移動させた。マーサーはモーフード隊の後衛に向ったが、モーフード隊を遮断できる時間がないと認識したときに、サリバン隊と合流することに決めた。モーフードはマーサ－隊が後ろにいてサリバン隊と合流しようとしていることを認識すると、街中で第40連隊と合流させるべく第55連隊の一部を派遣し、第55連隊の残り、第17連隊、50名の騎兵および大砲2門でマーサー隊の攻撃に動いた。

## プリンストンの戦い

### モーフード隊がマーサー隊を圧倒
モーフードはその軽歩兵にマーサー隊の動きを遅らせるように命ずる一方で、他の部隊を指揮していた。イギリス隊の軽歩兵が現れたとき、マーサー隊はウィリアム・クラークの果樹園を歩いていた。イギリス隊軽歩兵の一斉射撃が効果を与えられず、マーサーは自隊を回して戦闘線を敷かせる時間ができた。マーサー隊が前進してイギリス隊軽歩兵を押し返した。大陸軍は果樹園の上端にあった塀の陰に陣地を占めた。しかし、モーフードはその歩兵と砲兵隊を繰り出した。大陸軍の砲手がまず発砲し、それから約10分間、勢力で勝る大陸軍歩兵がイギリス兵と銃火を交わした。しかし大陸軍兵の多くはマスケット銃よりも弾填めに時間の掛かるライフル銃を持っていた。モーフードが銃剣突撃を命じ、大陸軍兵の多くは銃剣を装着できないライフル銃を持っていたために、圧倒されてしまった。大陸軍の大砲2門が捕獲され、イギリス隊はそれを逃げる大陸軍兵に向け直した。マーサーがイギリス兵に包囲され、イギリス兵は「降伏しろ、反乱者のやつめ！」と叫んだ。イギリス兵はワシントンを捕まえたのだと考え、銃剣でマーサーを突き、マスケット銃でその頭を殴り、死にゆくままにさせた。マーサーの副指揮官だったジョン・ハスレット大佐は頭を撃たれて戦死した。

### キャドワラダー隊の到着
キャドワラダーの指揮する1,100名の民兵からなる新しい旅団が登場した時は、50名の軽歩兵がマーサー隊を追撃しているところだった。モーフードは戦場に散っていた自軍の兵士を集め、横隊に戦列を敷かせた。一方、サリバンは第40連隊を支援にきた第55連隊の派遣部隊とこう着状態にあり、どちらもその側面を曝してまで主戦闘の行われている方に動こうとはしなかった。キャドワラダーは自隊の兵士せに戦列を敷かそうとしたが、彼らには戦闘の経験が無く、最も基本的な操軍すら知らなかった。兵士たちが丘の頂上まで来ると、マーサー隊の兵士がイギリス隊から逃げてくるのを目にし、民兵の大半は振り向いて丘を駆け下った。

### ワシントンの到着
キャドワラダー隊が逃げ始めると、大陸軍の大砲がイギリス軍に向って放たれ、イギリス兵は突撃の準備をしていたが、砲撃で数分間その動きを止められた。キャドワラダーは1個中隊を留めさせて一斉射撃をさせることはできたが、その中隊もその後直ぐに逃げ出した。この時点でワシントンがバージニア大陸連隊とエドワード・ハンドのライフル銃隊を従えて到着した。ワシントンはライフル銃隊とバージニア連隊に丘の右手に陣を構えるよう命じ、ワシントン自身は直ぐに馬でキャドワラダーの逃げていく兵士達の間に乗り入れた。ワシントンは「私の勇敢な仲間よ、我に続け！そこに敵はいるが大したものではない。即座に倒せる」と叫んだ。キャドワラダーの兵士達はワシントンの指示で戦闘隊形を作った。ダニエル・ヒッチコックのニューイングランド大陸連隊が到着したとき、ワシントンはその隊をライフル銃隊とバージニア連隊を置いておいた右手に派遣した。
ワシントンはその帽子を手に持ち、馬を進めながら前線の大陸軍兵の前に出て帽子を振った。この時点でモーフードは自隊を少し左手に動かし、大陸軍の大砲の射程を外させた。ワシントンは合図を送るまで大砲を放たないよう命令し、30ヤード (27 m) の距離まで来た時に、馬を返して自隊の兵に向かい「止まれ」そして「放て」と言った。この時、イギリス軍も発砲したので、戦場は煙幕に包まれた。ワシントンの士官の一人は、ワシントンが両軍の前線の間におり、両側からの銃撃に曝されたので死んだものと思い、その帽子を目のところまで引き下げたが、煙幕が晴れるとワシントンが無傷で現れ、部隊兵を鼓舞していた。

### イギリス隊の崩壊
大陸軍の右手ではヒッチコックのニューイングランド連隊が一斉射撃を放って再度前進し、イギリス軍の側面に回ろうと脅かしていた。ライフル隊は緩りとイギリス兵を狙い撃ちしており、一方大陸軍砲兵隊はイギリス軍前線にブドウ弾を放っていた。この時点でヒッチコックが部隊兵に突撃を命じ、イギリス兵が逃げ始めた。イギリス隊はその大砲を救おうとしたが、民兵隊が突撃してきたので、モーフードは退却命令を出した。イギリス隊が郵便道路の方に逃亡し、大陸軍とワシントンがその後を追った。ワシントンは「すばらしい狐狩りだ、兵士達よ！」と叫んだ。大陸軍兵の幾らかが橋を越えて逃げるイギリス兵を遮るために郵便道路に群がったが、モーフードが銃剣突撃を命じ、大陸軍の前線を突破して橋を渡って逃亡した。大陸軍兵の幾らか、中でもハンドのライフル銃兵がイギリス兵の追撃を続行し、モーフードは竜騎兵にいくらか撤退のための時間を稼ぐよう命令した。しかしその竜騎兵も押し返された。大陸軍兵は夜が来るまでイギリス兵の追撃を続け、ある者は殺し、ある者は捕虜にした。幾らか経つとワシントンは馬を返してプリンストンに戻った。
町の外れでは、第55連隊がモーフードから退却して第40連隊と町で合流するよう命令を受けた。第40連隊は町の直ぐ外の谷の北側に陣地を構えた。第55連隊は第40連隊の左手に陣を布いた。第55連隊は進行して来る大陸軍の側面を衝くために小隊を派遣したが、それは粉々に打ち砕かれた。サリバンが数個連隊を送って谷を一掃させると、イギリス隊は胸壁のところまで後退した。イギリス隊は幾らか抵抗した後で再度後退し、ある者はプリンストンを離れ、ある者はナッソーホールに逃げ込んだ。アレクサンダー・ハミルトンが大砲を数門運んできてその建物を吹き飛ばさせた。続いて大陸軍兵が玄関に突入してドアを壊したので、イギリス兵は窓から白旗を掲げた。イギリス兵が建物か歩いて出てきて、その武器を置いた。

## 戦いの後

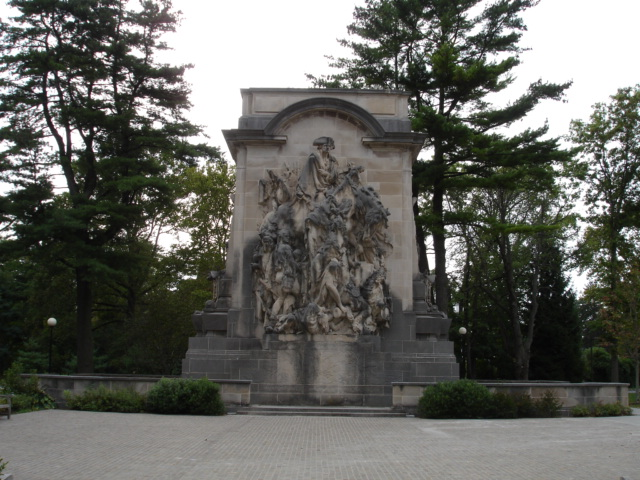
プリンストンの戦い記念碑

大陸軍はプリンストンに入った後、イギリス軍が放棄した物資荷車と町そのものを略奪した。コーンウォリスがプリンストンに接近しているという報せに接して、ワシントンはプリンストンを放棄しなければならないと判断した。ワシントンはニューブランズウィックに向かってイギリス軍の軍資金7万ポンドを押収しようと思ったが、ヘンリー・ノックスとナサニエル・グリーン各少将が思い留まらせた。その代わりにサマーセット・コートハウスに部隊を動かし、翌日の1月6日午後5時にはモリスタウンに移った。この戦いの後、コーンウォリスはニュージャージーの拠点の多くを放棄し、ニューブランズウィックに撤退するよう命じた。

## 損失
イギリス軍ウィリアム・ハウ将軍によるプリンストンの戦いの公式報告書では、戦死18名、負傷58名、不明200名となっていた。マーク・ボートナーは、この戦いで大陸軍が捕虜にしたのは194名であり、その差6名は殺された可能性があると言っている。文民の証言者（『1776年から1777年のプリンストンでイギリス軍とヘシアンの惨敗に関する簡単な説明』の匿名著者）は、戦場で見つかったイギリス兵の死者は24名だったと記した。ワシントンは、イギリス兵の死者が100名以上、捕虜は300名以上だったと主張した。ウィリアム・S・ストライカーはワシントンの主張に従い、イギリス軍の損失は戦死100名、負傷70名、捕虜280名だったと述べている。
ワシントンは大陸軍の損失が6名あるいは7名の士官と25ないし30名の兵士が戦死したとしているが、負傷者の数は記していない。リチャード・M・ケッチャムは大陸軍が「兵士30名と士官14名が戦死」とのべている。ヘンリー・B・ドーソンは、士官10名と兵士30名が戦死したと記している。またエドワード・G・レンゲルは全体で25名が戦死し、40名が負傷したとしている。ロイヤリストの新聞「ニューヨーク・ガゼット・アンド・ウィークリー・マーキュリー」は1777年1月17日に、大陸軍のプリンストンでの損失は400名が戦死または負傷としていた。

## 結果
イギリスはトレントンとプリンストンを小さな勝利と見ていたが、これらの勝利でアメリカは戦争に勝てると考えた。アメリカの歴史家達は、プリンストンの勝利は大きな勝利であり、この後でイギリス軍がニュージャージーの大半の支配を失ったことで、トレントンの戦いでの勝利に匹敵するものであると見なすことが多い。またエドワード・レンゲルなど他の歴史家たちはトレントンよりも意義が深いものと考える者がいる。1世紀後、イギリスの歴史家ジョージ・オットー・トラベリアンはアメリカ独立に関する研究の中で、トレントンとプリンストンでの勝利の影響に言及する時、「これほど少数の兵士がこれほど短い時間に世界史の中でも大きく永続する効果を上げ得たかどうか疑われるかもしれない」と記すことになった。

## 遺産
ワシントンD.C.のワシントン広場にあるジョージ・ワシントンの騎馬像はプリンストンの戦いでのワシントン将軍の姿を表している。彫刻家クラーク・ミルズは1860年2月22日に行われたこの彫像の除幕式における演説で、「この彫像で表すことになった事件はプリンストンの戦いである。その中ではワシントンが何度かその部隊を鼓舞するのが成功しなかった後で、乗っている馬が前に進むのを拒否したが、勇敢な騎手が手綱を手に怯まずに騎乗していた間、踏みとどまり身震いしていたほど敵の前線に近付きすぎていた。その気高い馬はかように恐怖に打たれていたが、怯むことを知らない英雄は冷静で威厳があり、自分が神の摂理の手の中にあり、自由に関する大きな問題を解決しようとしていると信じていた」と述べた。
古戦場はプリンストンの南にあり、プリンストン古戦場州立公園となっている。傷ついたマーサー将軍が戦場のオークの木の下で休んだという記述もある。プリンストンを含むマーサー郡が彼の名前を取り、オークの木を紋章とした。その老木は2000年に枯死し、その実から育てた苗が植えられた。